# Hande Erçel
Hande Erçel (Bandırma, 24 de noviembre de 1993) es una actriz y modelo turca, conocida por protagonizar las series Çalıkuşu, Güneşin Kızları, Aşk Laftan Anlamaz, Halka, Azize, Sen Çal Kapımı , Bambaşka Biri y Rüzgara birak

## Biografía
Hande Erçel nació el 24 de noviembre de 1993 en Bandırma, en provincia de Balıkesir (Turquía), de madre Aylin Erçel (fallecida en 2019) y de padre Kaya Erçel, y es la hermana menor de la diseñadora, actriz y modelo Gamze Erçel. Aunque su padre siempre quiso que ella estudiara medicina, ella mostró inclinación por la actuación desde temprana edad.

## Carrera

### Educación
Hande Erçel después de independizarse, decidió mudarse a Estambul para comenzar sus estudios en el departamento de artes tradicionales turcas de la Universidad de Bellas Artes Mimar Sinan. Tiempo después tuvo que abandonar sus estudios por falta de tiempo, al no poder compaginarlos con sus proyectos profesionales. Posteriormente reiteró en más de una ocasión que esperaba continuar con sus estudios universitarios y también confesó que si no triunfaba en el mundo de la actuación, mientras que su plan B era abrir un taller de pintura para poder crear una exposición de su obra pinturas.

### Carrera de actuación
Hande Erçel en 2013 hizo su primera aparición como actriz con el papel de Berrak Dikkaya en la serie emitida en ATV Tatar Ramazan. En el mismo año fue elegida para interpretar el papel de Zahide en la serie transmitida por Kanal D Çalıkuşu, junto con los actores Burak Özçivit y Fahriye Evcen. En 2014 interpretó el papel de Meryem en la serie emitida en Show TV Çılgın Dersane Üniversitede. En el mismo año interpretó el papel de Selen Karahanlı en la serie emitida en TRT 1 Hayat Ağacı.
En 2015 y 2016 se unió al elenco de la serie emitida en Kanal D Güneşin Kızları, en el papel de Selin Yılmaz Mertoğlu. En 2016 y 2017 interpretó el papel de Hayat Uzun Sarsılmaz en la serie emitida en Show TV Aşk Laftan Anlamaz. En 2017, con el actor Rıza Kocaoğlu, participó en el vídeo musical Canın Sağ Olsun de Demir Yağmur. En 2017 y 2018 interpretó el papel de Hazal en la serie emitida en Star TV Siyah İnci, junto al actor Tolgahan Sayışman.
En 2019 interpretó el papel de Müjde Akay en la serie emitida en TRT 1 Halka, junto con los actores Nazan Kesal, Serkan Çayoğlu y Kaan Yıldırım. En el mismo año interpretó el papel de la protagonista Azize Günay en la serie emitida en Kanal D Azize, junto al actor Buğra Gülsoy.
En 2020 y 2021 fue elegida para interpretar el papel de la protagonista Eda Yıldız en la serie emitida en Fox Sen Çal Kapımı.
En 2022 hizo su debut cinematográfico con el papel de Kimya Hatun en la película turco-iraquí Mevlana Mest-i Aşk dirigida por Hasan Fathi. Al año siguiente, en 2023, fue elegida para protagonizar el personaje Leyla Gediz en la serie emitida en Fox Bambaşka Biri, junto a los actores Burak Deniz, Begüm Akkaya, Ferit Aktuğ, Aslı Orcan y Gülçin Hatıhan.

### Modelo y testimonio
Hande Erçel en 2012 participó en el concurso de belleza celebrado en Azerbaiyán, donde obtuvo el segundo lugar. En el mismo año ganó los concursos de belleza Miss Civilizaciones de Turquía y Miss Civilizaciones del Mundo.
En 2016 se convirtió en testimonio de las marcas Nike y L'Oréal Paris y en 2017 de la marca Defacto. En 2020 y 2021 se convirtió en testimonio de la marca Nocturne, con la que creó varias campañas y logró un mayor reconocimiento de marca internacional, abriendo sucursales en Estados Unidos, en Londres y en Francia. En 2021 y en 2022 colaboró para las marcas Signal y Mavi. Desde el año 2022 comenzó a colaborar para la marca Atasay, siendo imagen de la marca, creando varias campañas publicitarias y diseñando una colección de joyas, logró ser la primera artista turca en aparecer en la fachada del Burj Khalifa, el edificio más alto del mundo, y también ha conseguido revalorizar e internacionalizar la marca, que ha entrado en el TOP10 de joyerías del mundo. En 2023 fue el rostro de la marca Magnum Cannes 2023.

## Compromiso social
Hande Erçel colabora con diversas asociaciones por los derechos de los animales, las mujeres y los niños víctimas del cáncer de neoplasia maligna. Desde 2019, tras la muerte de su madre, es voluntaria de Kansersiz Yaşam Derneği y durante la pandemia de COVID-19, en 2020 centró su interés y pasión en la pintura y creó varias obras para colaborar con la asociación. y posteriormente a partir de 2021 también se convirtió en embajadora de buena voluntad.

## Filmografía

### Cine
| Año  | Título             | Personaje   | Director    | Notas        |
| ---- | ------------------ | ----------- | ----------- | ------------ |
| 2021 | Mevlana Mest-i Aşk | Kimya Hatun | Hasan Fathi | Protagonista |
| 2024 | Rüzgara Bırak      | Asli Mansoy | Engin Erden | Protagonista |

### Televisión
| Año       | Título                      | Personaje                    | Cadeña  | Episodios               | Notas        |
| --------- | --------------------------- | ---------------------------- | ------- | ----------------------- | ------------ |
| 2013      | Tatar Ramazan               | Berrak Dikkaya               | ATV     | 1 episodio (episodio 3) | Secundaria   |
| 2014      | Çalıkuşu                    | Zahide                       | Kanal D | 17 episodios            | Secundaria   |
| 2014      | Çılgın Dersane Üniversitede | Meryem                       | Show TV | 5 episodios             | Secundaria   |
| 2014      | Hayat Ağacı                 | Selen Karahanlı              | ATV     | 13 episodios            | Secundaria   |
| 2015-2016 | Güneşin Kızları             | Selin Yılmaz                 | Kanal D | 39 episodios            | Protagonista |
| 2016-2017 | Aşk Laftan Anlamaz          | Hayat Uzun                   | Show TV | 31 episodios            | Protagonista |
| 2017-2018 | Siyah İnci                  | Hazal Şulabı / Naz Demiroğlu | Star TV | 20 episodios            | Protagonista |
| 2019      | Halka                       | Müjde Akay                   | TRT 1   | 19 episodios            | Protagonista |
| 2019      | Azize                       | Azize Günay / Melek Aydın    | Kanal D | 6 episodios             | Protagonista |
| 2020-2021 | Sen Çal Kapımı              | Eda Yıldız                   | Fox     | 52 episodios            | Protagonista |
| 2023      | Bambaşka Biri               | Leyla Gediz                  | Fox     | 16 episodios            | Protagonista |

### Vídeos musicales
| Año  | Título          | Artista                 | Notas             |
| ---- | --------------- | ----------------------- | ----------------- |
| 2020 | Canın Sağ Olsun | Junto al bull la pelufa | Con Rıza Kocaoğlu |

## Comerciales
| Año           | Marca                   | Notas             |
| ------------- | ----------------------- | ----------------- |
| 2016          | Nike                    | Embajadora        |
| 2016          | L'Oréal Paris           | Embajadora        |
| 2017          | Defacto                 | Embajadora        |
| 2020-presente | Nocturne                | Embajadora        |
| 2021          | Kansersiz Yaşam Derneği | Embajadora        |
| 2021          | Nocturne                | Embajadora        |
| 2021-2022     | Signal                  | Embajadora        |
| 2021-2022     | Mavi                    | Embajadora        |
| 2022-2023     | Atasay                  | Embajadora        |
| 2023          | Magnum Cannes 2023      | Embajadora        |
| 2024-presente | Emotion                 | Embajadora        |
| 2024-presente | Pomellato               | Amiga de la marca |
| 2025-presente | Pomellato               | Embajadora Global |

## Premios y reconocimientos

### Actriz
| Año  | Premio                                                     | Categoría                                      | Trabajo                    | Resultado | Notas |
| ---- | ---------------------------------------------------------- | ---------------------------------------------- | -------------------------- | --------- | --- |
| 2015 | Pantene Golden Butterfly Awards                            | Estrella naciente                              |                            | Ganadora  | Junto con Nilay Deniz y Bensu Soral |
| 2015 | Pantene Golden Butterfly Awards                            | Mejor pareja de televisión                     | Güneşin Kızları            | Nominada  | Junto con Tolga Sarıtaş |
| 2015 | Pantene Golden Butterfly Awards                            | Mejor serie de televisión                      | Güneşin Kızları            | Ganadora  | Junto con Sadullah Celen, Ayça Yaykin Yikilgan, Ismail Gündogdu, Inci Kirhan, Tolga Sarıtaş, Burcu Özberk, Berk Atan, Deniz Dargi, Cenk Bogatur y Süreç Film |
| 2015 | Pantene Golden Butterfly Awards                            | Mejor actriz de comedia de televisión          | Güneşin Kızları            | Ganadora  | |
| 2015 | 42. Premios Altın Kelebek                                  | Estrella naciente                              | Güneşin Kızları            | Ganadora  | [ 59 ] |
| 2016 | Premios a los logros de ITÜ EMÖS                           | Actriz más exitosa en una serie de televisión  | Güneşin Kızları            | Ganadora  | [ 60 ] |
| 2016 | Turkey Youth Awards                                        | Mejor actriz de televisión                     | Güneşin Kızları            | Nominada  | |
| 2016 | Premios KTÜ Media                                          | Mejor actriz revelación                        | Güneşin Kızları            | Ganadora  | |
| 2016 | Premios İMK Social Media                                   | Mejor actriz                                   | Aşk Laftan Anlamaz         | Nominada  | |
| 2017 | Premios Dilek de la Universidad Yeditepe                   | Mejor actriz de comedia romántica              | Aşk Laftan Anlamaz         | Ganadora  | |
| 2017 | Premios de la infancia de Turquía                          | Mejor actriz de televisión                     | Aşk Laftan Anlamaz         | Nominada  | |
| 2017 | 44. Premios Altın Kelebek                                  | Mejor actriz de comedia romántica              | Aşk Laftan Anlamaz         | Ganadora  | [ 61 ] |
| 2017 | Pantene Golden Butterfly Awards                            | Mejor actriz de comedia romántica              | Aşk Laftan Anlamaz         | Ganadora  | |
| 2017 | Turkey Youth Awards                                        | Mejor actriz de televisión                     | Aşk Laftan Anlamaz         | Ganadora  | |
| 2017 | Turkey Youth Awards                                        | Mejor actriz de televisión                     | Güneşin Kızları            | Nominada  | |
| 2017 | Turkey Youth Awards                                        | Mejor comercial                                | L'Oréal Paris              | Nominada  | |
| 2018 | Marketing Turquía: The One Awards                          | Premio mujer                                   | Siyah İnci                 | Ganadora  | |
| 2021 | Pantene Golden Butterfly Awards                            | Mejor actriz en una serie de comedia romántica | Sen Çal Kapımı             | Nominada  | |
| 2021 | Pantene Golden Butterfly Awards                            | Mejor pareja en una serie de televisión        | Sen Çal Kapımı             | Nominada  | |
| 2021 | Premios Golden Wings                                       | Mejor actriz del año                           | Sen Çal Kapımı             | Ganadora  | [ 62 ] |
| 2021 | Ayakli Gazete TV Stars Awards                              | Mejor actriz de comedia romántica              | Sen Çal Kapımı             | Ganadora  | |
| 2021 | Ayakli Gazete TV Stars Awards                              | Mejor pareja en una serie de televisión        | Sen Çal Kapımı             | Ganadora  | |
| 2021 | 47. Premios Altın Kelebek                                  | Mejor pareja en una serie de televisión        | Sen Çal Kapımı             | Ganadora  | |
| 2021 | Turkey Youth Awards                                        | Mejor actriz                                   | Sen Çal Kapımı             | Nominada  | |
| 2021 | 10. Premios KTÜ Media                                      | Mejor pareja de serie de televisión            | Sen Çal Kapımı             | Ganadora  | |
| 2021 | PRODU Awards                                               | Mejor actriz de serie de televisión extranjera | Sen Çal Kapımı             | Nominada  | |
| 2022 | PRODU Awards                                               | Mejor actriz de serie de televisión extranjera | Sen Çal Kapımı             | Nominada  | |
| 2022 | Turkey Youth Awards                                        | Mejor actriz de televisión                     | Sen Çal Kapımı             | Ganadora  | |
| 2022 | ELLE Style Awards                                          | Chica del año                                  |                            | Ganadora  | |
| 2023 | Premios Rose D'Or                                          | Mejor serie de televisión                      | Another Love Bambaşka Biri | Ganadora  | Junto con Burak Deniz |
| 2024 | Elle Style Awards                                          | Colaboración de Moda del Año                   | Nocturne                   | Ganadora  | |
| 2024 | Premios Internacionales de drama de Seúl                   | Mejor serie de televisión                      | Another Love Bambaşka Biri | Ganadora  | Junto con Burak Deniz |
| 2024 | Ceremonia de los Women of the Year 2024 de Harper's Bazaar | Estrella Digital del Año                       |                            | Ganadora  | |

### Modelo
| Año  | Premio                        | Resultado |
| ---- | ----------------------------- | --------- |
| 2012 | Miss Civilización de Turquía  | Ganadora  |
| 2012 | Miss Civilizaciones del Mundo | Ganadora  |